# Торосидис, Василис
Васи́лис Тороси́дис (греч. Βασίλης Τοροσίδης; род. 10 июня 1985, Ксанти) — греческий футболист, защитник, в прошлом капитан сборной Греции.

## Карьера

### Клубная
Профессиональную карьеру начал в 2002 году в родном городе в клубе «Ксанти». В январе 2007 года перешёл в «Олимпиакос», и почти сразу, 21 января, забил свой первый гол в составе «Олимпиакоса» в матче против клуба ПАОК.
23 января 2013 года подписал контракт с итальянским клубом «Рома». Соглашение рассчитано до 30 июня 2015 года. Сумма трансфера составила 400 тысяч евро. 27 января 2013 года дебютировал в серии A в гостевом матче против «Болоньи» (на 73-й минуте вышел на замену вместо Ивана Пириса).

### Международная
С 2007 года играет в составе национальной сборной Греции. Участник чемпионата Европы 2008 и 2012 года. Участник чемпионата мира 2010 года и чемпионата мира 2014 года

## Достижения
«Олимпиакос»
- Чемпион Греции (7): 2006/07, 2007/08, 2008/09, 2010/11, 2011/12, 2012/13, 2019/20
- Обладатель Кубка Греции (4): 2007/08, 2008/09, 2011/12, 2019/20
- Обладатель Суперкубка Греции: 2007